# Retrato de Alfonso V de Aragón
El Retrato de Alfonso V de Aragón es una pintura al óleo sobre tabla (115 x 91 cm) realizada en 1557 por Juan de Juanes que se conserva en el Museo de Zaragoza, adquirida por compra del Gobierno de Aragón en 2006 procedente de una colección particular de Madrid. En el alféizar de la ventana aparece la leyenda «ALFONSVS QVIN/TUS ARAGONUM REX» (Alfonso V rey de Aragón).

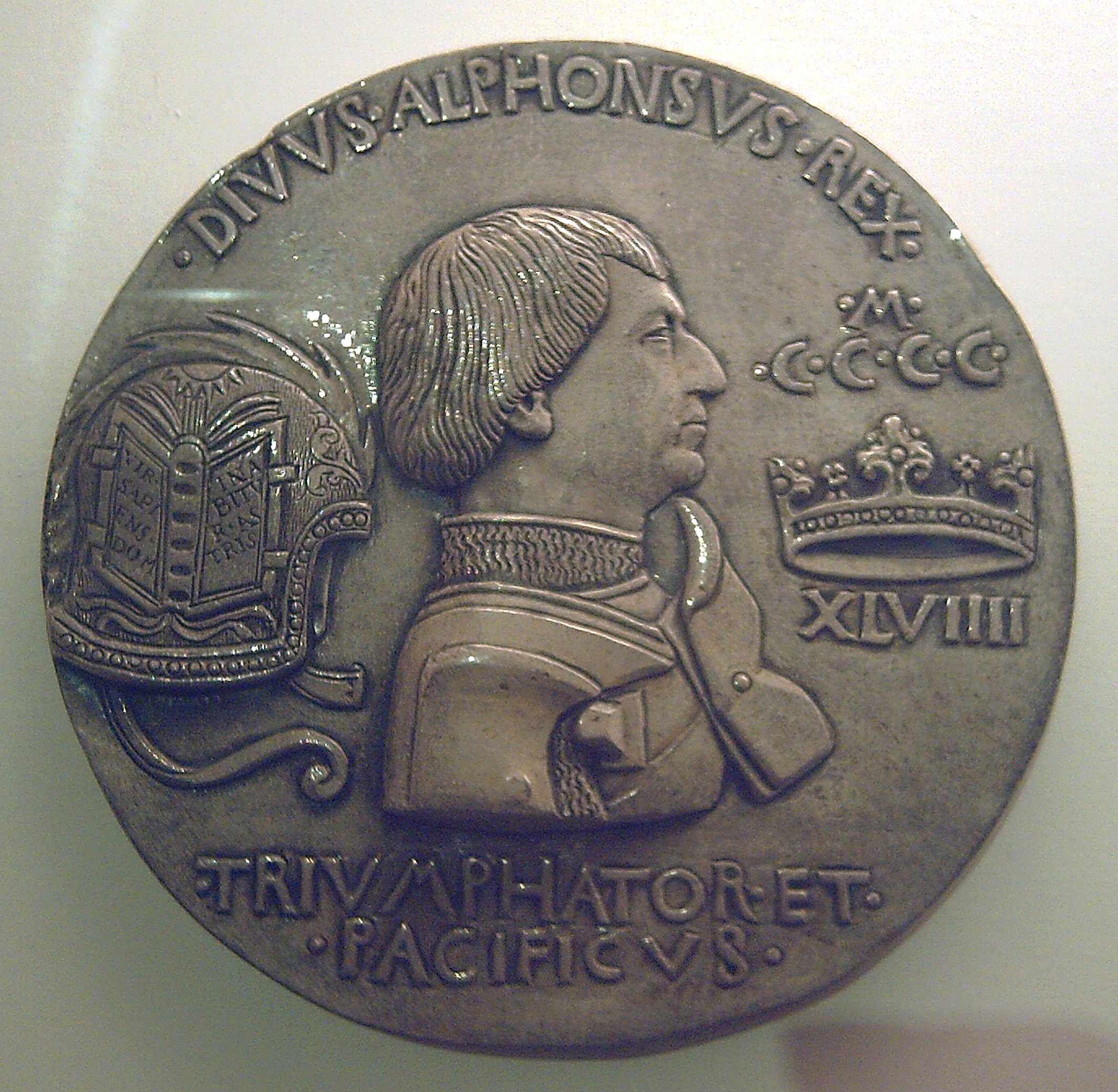
Medalla de Alfonso V de Aragón de Pisanello, fuente del retrato de Juan de Juanes.

Este retrato fue pintado por encargo de los Jurados de la Ciudad de Valencia a Juan de Juanes por 50 libras. Es una efigie más bien idealizada, ya que el artista no pudo conocer personalmente a Alfonso V, fallecido casi un siglo antes. Juanes se basó en una medalla conmemorativa de Pisanello de 1449, en la que se representa al rey aragonés con cincuenta y dos años. De ella tomó el pintor valenciano el modelo de casco y corona. 
Alfonso V de Aragón viste una armadura anacrónica, de época de Carlos I de España. La cabeza sin cubrir expresa la condición pacífica del rey llamado el Magnánimo. Es notable la serenidad de su rostro y la solemnidad que la cortina presta a la escena.
En primer término, encima de la mesa, se presentan varios objetos de precisa significación: la corona —ornamentada con piedras preciosas en su aro y cuernos de la abundancia, símbolo de la prosperidad— alusiva a su condición real, el yelmo a su labor como conquistador del Reino de Nápoles en 1433 y un libro abierto bajo la corona que revela su título y autor: «DE BELLO CIVILI LIB. I» y «C. IVLI. CAESARIS» (La guerra civil de Julio César). El libro abierto es una de las divisas personales centrales y la más antigua de este monarca. Podría representar su defensa de la cultura y denotar su sabiduría, y figura asimismo en la corona, en la cortina del fondo, el pomo de la espada y el lateral del casco.
El conjunto contribuye a presentar al rey con los atributos clásicos de fortitudo y sapientia, que se corresponden con el ideal renacentista de hombre ducho en las armas y las letras; o en otra formulación, triumphator et pacificus (triunfador y pacífico), como figura en la medalla de Pisanello. 
A través del ventanal se observa un paisaje con ruinas romanas, y se ha postulado que aparece en él la fortaleza de Castel Nuovo de Nápoles, residencia del rey de Aragón tras el traslado de su corte a esta ciudad.